# Казей Джерола
Казѐй Джѐрола (на италиански: Casei Gerola, на местен диалект: Caselj, Казел) е община в Северна Италия, провинция Павия, регион Ломбардия. Административен център на общината е село Казей (Casei), което е разположено на 81 m надморска височина. Населението на общината е 2482 души (към 2017 г.).